# Tourtrès
Tourtrès település Franciaországban, Lot-et-Garonne megyében. Lakosainak száma 140 fő (2022. január 1.). Tourtrès Laperche, Coulx, Labretonie, Saint-Barthélemy-d’Agenais, Tombebœuf és Verteuil-d’Agenais községekkel határos.

## Népesség
A település népessége az elmúlt években az alábbi módon változott:
| Lakosok száma | 168  | 139  | 132  | 123  | 144  | 137  | 134  | 138  | 140  | 140  |
|               | 1968 | 1982 | 1990 | 2006 | 2013 | 2015 | 2017 | 2019 | 2020 | 2022 |